# Ковнацкая, Мария
Мария Ковнацкая (пол. Maria Kownacka; 11 сентября 1894, с. Слуп (ныне Мазовецкое воеводство Польши) — 27 февраля 1982, Варшава) — польская детская писательница, драматург и переводчица с русского языка. Лауреат премии Председателя Совета Министров ПНР (1951, 1976)

## Биография
Рано осталась сиротой. В 1914—1915 и 1918—1919 годах учительствовала. Дебютировала в 1919 году в детских журналах «Płomyczek» и «Płomyk», позже сотрудничала со многими детскими изданиями Польши.
Из-за болезни гортани оставила профессию учителя. Переехала в Варшаву, закончила библиотечные курсы и стала работать по специальности. Приняла активное участие в творческой деятельности Ассоциации детских работников. В 1928 году была одним из организаторов театра «Бай».
Во время Варшавского восстания 1944 года — соредактор журналов для детей «Jawnutka» (позже «Дневник детей»). После войны, полностью посвятила себя литературному творчеству.
Автор многочисленных произведений для детей, сказок, весёлых историй, пьес, особенно для кукольных театров и др.
Похоронена на варшавском кладбище Старые Повонзки.

## Награды
- Офицерский крест ордена возрождения Польши
- Золотой Крест Заслуги.
- Орден Улыбки (1970)
- Медаль комиссии народного образования ПНР
- Лауреат премии Председателя Совета Министров ПНР (1951, 1976)
- Лауреат премии города Варшавы

## Избранные произведения
- 1935 — Bajowe bajeczki i świerszczykowe skrzypeczki, czyli o straszliwym smoku i dzielnym szewczyku, prześlicznej królewnie i królu Gwoździku
- 1935 — Deszczyk pada, słonko świeci
- 1936 — Plastusiowy pamiętnik
- 1936 — Kukuryku na ręczniku
- 1937 — O Jaśku, co się z Rokitą założył
- 1937 — Cztery mile za piec
- 1939 — Miała babuleńka kozła rogatego
- 1947 — Jak mysz pod miotłą
- 1948 — Kajtkowe przygody
- 1948 — O Rochu i jego grochu
- 1948 — Tajemnica uskrzydlonego serca
- 1949 — O Kasi, co gąski zgubiła
- 1949 — O Żaczku-Szkolaczku i o Sowizdrzale, co jeden kochał szkołę, a ten drugi wcale
- 1950 — Entliczek pentliczek
- 1950 — Kwiatki Małgorzatki
- 1951 — Wawrzyńcowy sad
- 1957 — Przygody Plastusia
- 1957 — Rogaś z Doliny Roztoki
- 1958 — Szkoła nad obłokami
- 1960 — O Bidzie i złotych jabłkach
- 1961 — Orzeszek
- 1963 — Plastusiowo
- 1963 — Kamizela na niedzielę
- 1965 — W Świerszczykowie
- 1969 — Wesołe przedszkole
- 1970 — Teatrzyk supełków
- 1971 — Za żywopłotem

В переводе на русский выходили её сказки: «Приключения профессора Божья-Коровка», «Приключения Пластуся», «Кто нашёл весну?»,
«За живым забором» и др.